# Céret
Céret (katalonsko Ceret) je naselje in občina v južni francoski regiji Languedoc-Roussillon, podprefektura departmaja Vzhodni Pireneji in nekdanje glavno mesto katalonske komarče Vallespir. Leta 2009 je naselje imelo 7.675 prebivalcev.

## Geografija
Kraj leži na jugu francoske pokrajine Roussillon ob vznožju vzhodnih Pirenejev, ob reki Tech, 35 km jugozahodno od Perpignana.

## Administracija
Céret je sedež istoimenskega kantona, v katerega so poleg njegove vključene še občine L'Albère, Banyuls-dels-Aspres, Le Boulou, Calmeilles, Les Cluses, Maureillas-las-Illas, Montauriol, Oms, Le Perthus, Reynès, Saint-Jean-Pla-de-Corts, Taillet in Vivès z 21.887 prebivalci.
Naselje je prav tako sedež okrožja, v katerem se nahajajo kantoni Argelès-sur-Mer, Arles-sur-Tech, Céret, la Côte Vermeille in Prats-de-Mollo-la-Preste s 71.633 prebivalci.

## Znamenitosti
- Muzej sodobne umetnosti z zbirko slikarskih del Picassa, Chagalla, Matissa,
- hudičev most, srednjeveški kamniti most, zgrajen v letih 1321-1341. S premostitvijo reke Tech z enim samim lokom v dolžini 45,45 m je v tem času veljal za največji most take vrste na svetu.